# 蠣崎季広
蠣崎 季広（かきざき すえひろ、旧字体：蠣崎 季廣、永正4年〈1507年〉 - 文禄4年旧暦4月20日〈1595年新暦5月29日〉）は、戦国時代から安土桃山時代にかけての武将・大名。蝦夷（現在の北海道）を支配した蠣崎氏5代当主。

## 生涯
永正4年（1507年）、4代当主・蠣崎義広の子として誕生。父・義広が天文14年（1545年）に死去した後、家督を継ぐ。その際、季広の従兄弟・蠣崎基広が不満を持ち謀反を起こすが、季広の家臣・長門広益に鎮圧されている。
父の時代からアイヌと対立し、抗争を繰り返していたが、季広は父の政策から転換して天文18年（1549年）（もしくは天文20年（1551年））にアイヌの首長である東地のチコモタイン及び西地のハシタインと和睦し、道南地方の支配権を確立した。家臣団の編成やアイヌとの交易権の独占により蠣崎氏の強化を図った。なお、この和睦については前年に蝦夷地入りし、和睦に立ち会った安東舜季の主導によるものという説がある。
しかし、この頃の蠣崎氏はまだ安東氏の支配下にすぎなかった。そのため、季広は安東氏の要請に応えて度々兵役の負担を強いられている。一方で季広は13人の娘達を安東氏のみならず奥州の諸大名と娶わせて姻戚関係を作り、系譜上安東氏と対等の関係に立とうとしたとも見られている。
天正11年（1583年）、三男・慶広に家督を譲って隠居する。松前藩史『新羅之記録』によると慶広が豊臣秀吉の直臣となったことを喜び、「自分はこれまで檜山屋形（安東氏）に仕えてきたが、おまえは天下の将軍（原文ママ）の臣となった」と言い、息子を伏し拝んだと記載されている。名実ともに独立大名になったのは豊臣政権下だが、その下地は季広が築いたといえる。
文禄4年（1595年）に死去。享年89。

## 系譜
- 父：蠣崎義広（1479-1545）
- 母：不詳
- 正室：伝妙院 - 河野季通の娘
  - 長男：蠣崎舜広（1539-1561）
  - 三男：松前慶広（1548-1616）
- 生母不明の子女
  - 長女：南条広継正室
  - 次男：明石元広（1540-1562） - 明石季衡の養子
  - 四男：蠣崎随良 - 法源寺住持
  - 五男：蠣崎正広 （1557-1586） - 正広系蠣崎家初代
  - 六男：蠣崎長広 - 定広、長広系蠣崎家初代
  - 七男：蠣崎定広 - 信広、但馬守
  - 八男：蠣崎包広 - 与三郎、典三郎、早世
  - 九男：蠣崎吉広（?-1645） - 吉広系蠣崎家初代
  - 十男：蠣崎仲広 （1561-1581） - 助五郎
  - 十一男：蠣崎守広（1564-1635） - 忠広、広勝、守広系蠣崎家初代
  - 十二男：蠣崎員広 - 景広、主水助、員広系蠣崎家初代
  - 十三男：蠣崎貞広 - 右衛門大夫、兄：正広の養子
  - 女子：下国師季正室
  - 女子：喜庭季信室
  - 四女：小平季遠室
  - 女子：厚谷季貞室
  - 女子：安東茂季正室
  - 女子：村上忠儀室
  - 女子：神浦季綱室
  - 女子：下国重季室
  - 女子：下国直季室
  - 女子：佐藤季連室
  - 女子：村上直儀室
  - 十三女：新井田広貞室

## 家臣
- 小平季遠
- 長門広益
- 蠣崎基広
- 南条広継
- 下国師季
- 小林良道
- 厚谷季貞
- 岡部季村
- 小山興重